# Ficocianobilina
La ficocianobilina es un compuesto tetrapirrólico lineal presente como grupo prostético cromóforo en las proteínas ficocianobilinas (R-ficocianina, C-ficocianina y aloficocianina); las cuales se encuentran en los cloroplastos de las algas rojas y glaucófitos y en las cianobacterias. En las ficocianobilinas está unida covalentemente mediante el grupo sulfhidrilo de un residuo de cisteína a la parte proteica de la holoproteína. Debido a sus numerosas insaturaciones conjugadas (cromóforos), presenta absorbción en el espectro visible rojo-amarillo con un pico de absorbción cercano a los 620nm; reflejándose la luz de color azul.